# 鉄永幸紀
鉄永 幸紀（てつなが ゆきのり、男性、1947年11月21日 - 2015年12月8日）は、日本の政治家・実業家。青谷町議会議員（4期）、鳥取県議会議員（6期）。社会福祉法人青谷福祉会理事長。有限会社鉄永商店代表取締役。

## 概要
鳥取県気高郡青谷町（現・鳥取市）生まれ。
1966年3月、鳥取県立鳥取西高等学校卒業。大阪大学理学部在学中の1969年1月、父を交通事故で亡くし、家業「鉄永商店」を継ぐため中退。その後、鉄永商店の経営再建を成功させた。
1973年7月、25歳で青谷町議会議員に初当選。1985年7月、青谷町議会議長。1988年7月、鳥取県町村議会議長会議長。
1991年4月、鳥取県議会議員で初当選。1999年5月、鳥取県議会自由民主党政調会長。2003年7月、自由民主党鳥取県連幹事長。2007年5月10日、鳥取県議会議長（ - 2009年6月4日）。2011年4月、鳥取県議会自由民主党会長。
2013年11月26日、翌年4月に実施される鳥取市長選挙に無所属で出馬のため、議員辞職願を提出。同日付で議員辞職。
2014年4月13日、鳥取市長選挙にて落選。投票数は、深澤義彦：29,625票、鉄永幸紀：25,690票、福浜隆宏：25,645票。投票率は、52.96％。
2015年12月8日、心筋梗塞のため死去。68歳没。